# Daniel Sebastià Gabaldà i Bel
Daniel Sebastià Gabaldà i Bel (Vinaròs, Castelló) va ser compositor i copista.
Estudià al Conservatori de Tortosa, Tarragona, passant en 1842 a la classe de composició amb Carnicer al Conservatori de Madrid. Dos anys més tard, el 1844, va obtenir la plaça com a copista de la Capilla Reial. I per acabar el 1847 es va passar a encarregar de les classes de solfeig i piano del Col·legi Santa Isabel de Madrid.
La família Gabaldà i Bel fou una família de compositors espanyols composta pels germans José i Daniel Sebastià.